# Lavičky
Lavičky (en allemand : Lawitschek) est une commune du district de Žďár nad Sázavou, dans la région de Vysočina, en République tchèque. Sa population s'élevait à 559 habitants en 2020.

## Géographie
Lavičky se trouve à 4,5 km au nord-ouest du centre de Velké Meziříčí, à 20,5 km au sud de Žďár nad Sázavou, à 27 km à l'est de Jihlava et à 136 km au sud-est de Prague.
La commune est limitée par Velké Meziříčí au nord, à l'est et au sud, par Stránecká Zhoř à l'ouest et par Netín au nord-ouest.

## Histoire
La première mention écrite de la localité date de 1366.

## Adminisdtration
La commune se compose deux quartiers :
- Lavičky
- Závist

## Transports
L'autoroute D1 traverse le sud du territoire de la commune, qui est desservie par l'échangeur no 141 « Velké Meziříčí-západ » (Velké Meziříčí-ouest).
Par la route, Lavičky se trouve à 5,5 km de Velké Meziříčí, à 24,5 km de Žďár nad Sázavou, à 34 km de Jihlava et à 155 km de Prague.